# گولاه
گولاه (انگلیسی: Golah) اشاره به جامعه یهودیان دور از وطن است. در حالی که حروف عبری مشابه عبارت «گولات» را به اشتراک می‌گذارند، این اصطلاحات قابل تعویض نیستند: در حالی که «گولاه» به خود دیاسپورا اشاره دارد (و بنابراین، به کسانی که در چنین شرایطی در یک ایالت ساکن هستند.)، اصطلاح «گالوت» به فرآیند اقامت در دیاسپورا (یعنی بیرون رانده شدن، یا داوطلبانه رفتن yerida از سرزمین اسرائیل) اشاره دارد و بیشتر مترادف با کلمه انگلیسی تبعید است.
با این حال، اصطلاحات «گولاه» و «گالوت» موضوع بحث و جدل در ادبیات یهودی و سیاست یهودی هستند، زیرا از قرن بیستم در صهیونیسم در ترویج ایدئولوژیک نفی دیاسپورا به طور برجسته مورد استفاده قرار گرفته اند.